# Citroën BX 4TC
El Citroën BX 4TC fue un automóvil de carreras basado en el Citroën BX con homologación de grupo B. Fue construido por Citroën y compitió en el campeonato mundial de rally en 1986.
Citroën, que ya había homologado el Citroën Visa como grupo B,  desarrolló en 1985 el Citroën BX 4TC, un coche que solo apareció en tres ocasiones en el mundial y que contaba con un motor delantero que resultó poco competitivo y excesivamente grande. Sus participaciones se limitaron al Montecarlo, Suecia y Acrópolis, siendo el mejor resultado, el sexto puesto del francés Jean-Claude Andruet en Suecia, y además la única vez que logró terminar una prueba, ya que en todas las demás ocasiones los pilotos tuvieron que abandonar por accidente o por rotura, generalmente de la suspensión.